# 장제 (동오)
장제(張悌, ? ~ 280년)는 동오 말기의 관료로, 자는 거선(巨先)이며 양양군 사람이다.

## 생애
오나라의 마지막 승상이었다.
269년 오나라의 좌승상 육개(陸凱)는 죽음을 앞두고 손호(孫皓)에게 상소를 올려 유능한 인재들을 추천했는데, 장제도 그 중 하나였다. 그러나 손호는 받아들이지 않았으며, 육개가 죽은 후 일가친척들을 귀양 보냈다.
279년 8월 승상이 되었고 280년 진의 오 정벌 때 진나라에서 군사를 여러 갈래로 나누어 쳐들어 오자, 심영(沈瑩), 손진(孫震), 제갈정(諸葛靚)과 함께 왕혼(王渾)의 군사를 맞아 싸우게 했다. 오군이 우저(牛渚)에 이르자 심영은 진군을 기다렸다가 싸울 것을 청했으나 장제는 왕준(王濬)의 함대가 이르면 군사들의 사기가 떨어질 것을 우려하여 3월에 장강을 건너 왕혼의 부장인 장교(張喬)와 싸워 궁지로 몰았다. 장교가 부하들과 함께 항복하려 하자 제갈정의 반대를 무릅쓰고 이를 받아들였다. 그러나 주준(周浚)의 군사와 싸울 때 장교가 부하들과 함께 오군의 후방을 공격하자 모두 혼란에 빠져 급격히 무너졌다. 전세가 기울자 제갈정은 패잔병을 거느리고 달아나면서 사람을 보내 장제를 합류시키려 했다. 장제가 거부하자 자신이 직접 찾아가 거듭 후퇴를 권했으나, 끝까지 듣지 않고 싸우다 죽으려 했다. 어쩔 수 없이 혼자 후퇴하던 제갈정이 100여 보를 가다가 뒤돌아보니, 그때 장제는 이미 전사해 있었다고 한다.

## 같이 보기
- 삼국지 인물 목록